# André Cardoso
André Cardoso Fernando Santos Martins Cardoso (* 3. September 1984 in Gondomar) ist ein portugiesischer Radrennfahrer.

## Sportliche Karriere
André Cardoso begann seine internationale Karriere 2006 bei dem portugiesischen Continental Team Paredes Rota dos Moveis. Bei der Algarve-Rundfahrt 2006 belegte er den neunten Platz in der Gesamtwertung. Später bei der Tour de l’Avenir belegte er auf der vierten Etappe den vierten Platz hinter dem Sieger Nicolas Roche. Danach startete er beim U23-Straßenrennen bei den Straßen-Radweltmeisterschaften in Salzburg, das er als 43. beendete.
2011 gewann Cardoso eine Etappe der Portugal-Rundfahrt. Er vertrat sein Land bei den Olympischen Spielen 2008 und 2016, bei denen er im Straßenrennen die Plätze 36 und 71 belegte. Von 2006 bis 2016 nahm er viermal an der Vuelta a España sowie dreimal am Giro d’Italia teil und konnte diese Grand Tours jeweils beenden.
Am 27. Juni 2017 wurde bekannt, dass in der A-Probe einer Dopingkontrolle außerhalb eines Wettkampfes am 18. Juni 2017 Spuren von Erythropoetin gefunden worden sind. Der Fahrer wurde bis zur endgültigen Klärung des Falles von der Union Cycliste Internationale suspendiert und am 15. November 2018 bis zum 26. Juni 2021 gesperrt.

## Erfolge
2005
- Gesamtwertung und eine Etappe Volta a Portugal do Futuro

2011
- eine Etappe Portugal-Rundfahrt

## Grand-Tour-Platzierungen
| Grand Tour            | 2012 | 2013 | 2014 | 2015 | 2016 | 2017 |
| --------------------- | ---- | ---- | ---- | ---- | ---- | ---- |
| Giro d’ItaliaGiro     | –    | –    | 20   | 21   | 14   | –    |
| Tour de FranceTour    | –    | –    | –    | –    | –    | –    |
| Vuelta a EspañaVuelta | 21   | 16   | 25   | 18   | –    | –    |